# John Walker (polityk)
John Walker (ur. 13 lutego 1744, zm. 2 grudnia 1809) – amerykański prawnik, wojskowy i polityk.
Podczas wojny o niepodległość Stanów Zjednoczonych w 1777 roku był asystentem George’a Washingtona w randze pułkownika. W 1780 roku był delegatem na Kongres Kontynentalny.
Po śmierci Williama Graysona został mianowany jego zastępcą w Senacie Stanów Zjednoczonych. Funkcję tę piastował od 31 marca do 9 listopada 1790 roku, gdy zastępcę wybrano w wyborach uzupełniających.